# Masis (villaggio)
Masis (in armeno Մասիս?, fino al 1945 Tokhanshalu o Takhanshalu) è un comune dell'Armenia di 1 473 abitanti (2008) della provincia di Ararat.